# Memoriał Walerego Łobanowskiego 2003
Międzynarodowy Memoriał Walerego Łobanowskiego 2003 – I edycja międzynarodowego Memoriału Walerego Łobanowskiego, rozgrywanego w Kijowie od 12 do 14 maja 2003 roku. W turnieju uczestniczyły kluby z Ukrainy i Rosji.

## Uczestnicy i regulamin
W turnieju wzięło udział cztery zespoły:
- Dynamo Kijów (gospodarz)
- Szachtar Donieck
- CSKA Moskwa
- Lokomotiw Moskwa

W turnieju rozegrano w sumie cztery mecze. Impreza rozpoczęła się od losowania, które wyłoniło pary półfinałowe. Spotkania odbyły się 12 maja. Triumfatorzy tych spotkań zmierzyli się ze sobą 14 maja w finale, a pokonani zagrali mecz o 3. miejsce w turnieju. W przypadku remisu przeprowadzana była dogrywka do pierwszego gola, a jeżeli ona nie wyłoniła zwycięzcę, to seria rzutów karnych.

## Mecze

### Półfinały
| 12 maja 2003 15:00                                                                       | Szachtar Donieck | 0:0 k. 5:4(0:0)Raport                                                              | CSKA Moskwa | Stadion Dynamo Łobanowskiego, Kijów Widzów: 14 500 Sędzia: Roman Lajuks |
|                                                                                          |                  |                                                                                    |             |                                                                         |
|                                                                                          |                  | Rzuty karne                                                                        |             |                                                                         |
| Ołeksij Haj · Adrian Pukanycz · Dainius Gleveckas · Andrij Worobej · Anatolij Tymoszczuk |                  | Rołan Gusiew · Dmitrij Kiriczenko · Andriej Sołomatin · Juris Laizāns · Ałan Kusow |             |                                                                         |

| 12 maja 2003 19:00 | Dynamo Kijów · Artem Miłewski 10' · Diogo Rincón 71' | 2:0(1:0)Raport | Lokomotiw Moskwa | Stadion Dynamo Łobanowskiego, Kijów Widzów: 18 000 Sędzia: Ľuboš Micheľ |
|                    |                                                      |                |                  |                                                                         |

### Mecz o 3 miejsce
| 14 maja 2003 15:00 | CSKA Moskwa · Elvir Rahimić 75' | 1:0(0:0)Raport | Lokomotiw Moskwa | Stadion Olimpijski, Kijów Widzów: 2 000 Sędzia: Ihor Iszczenko |
|                    |                                 |                |                  |                                                                |

### Finał
| 14 maja 2003 19:00 | Szachtar Donieck · Brandão 22' · Kostiantyn Jaroszenko 65' | 2:3(1:1)Raport | Dynamo Kijów · 6' Jerko Leko · 73' Diogo Rincón · 90+6' Maksim Shatskix | Stadion Olimpijski, Kijów Widzów: 37 000 Sędzia: Ľuboš Micheľ |
|                    |                                                            |                |                                                                         |                                                               |

## Królowie strzelców
2 gole
- Diogo Rincón ( Dynamo Kijów)

1 gol
- Elvir Rahimić ( CSKA Moskwa)
- Brandão ( Szachtar Donieck)
- Kostiantyn Jaroszenko ( Szachtar Donieck)
- Jerko Leko ( Dynamo Kijów)
- Artem Miłewski ( Dynamo Kijów)
- Maksim Shatskix ( Dynamo Kijów)

| Zwycięzca Memoriału Walerego Łobanowskiego 2003 |
| ----------------------------------------------- |
| Dynamo Kijów 1. tytuł                           |